# Estresse
Estresse (português brasileiro) ou stresse (português europeu) define a resposta fisiológica, biológica ou psicológica de um organismo sobre pressão. O estresse pode ser causado pela ansiedade e pela depressão devido à mudança brusca no estilo de vida e a exposição a um determinado ambiente, que leva a pessoa a sentir um determinado tipo de angústia. Quando os sintomas de estresse persistem por um longo intervalo de tempo, podem ocorrer sentimentos de evasão (ligados à ansiedade e depressão). Os nossos mecanismos de defesa passam a não responder de uma forma eficaz, aumentando, assim, a possibilidade de vir a ocorrer doenças, especialmente cardiovasculares.

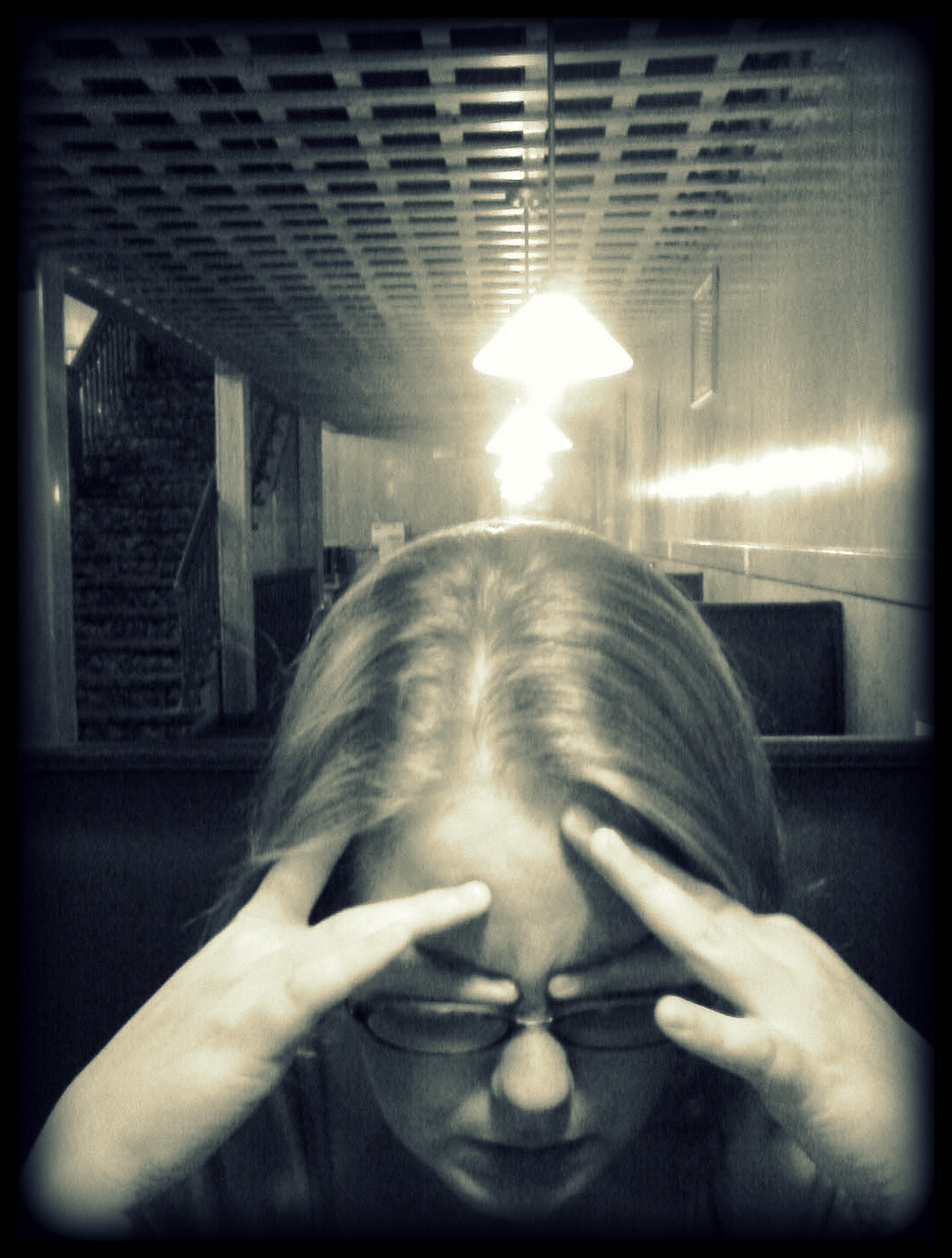
Massagear a testa é uma reação comum de algumas pessoas, se não todas, para ajudar a aliviar um pouco o estresse

o termo "estresse" foi tomado emprestado da física, onde designa a tensão e o desgaste a que estão expostos os materiais, e usado pela primeira vez no sentido hodierno em 1936 pelo médico Hans Selye na revista científica Nature.[carece de fontes?]

## Definição
Pode ser definido como:
1. A soma de respostas físicas e mentais causadas por determinados estímulos externos (estressores), as quais permitem, ao indivíduo (humano ou animal), superar determinadas exigências do meio ambiente;
2. O desgaste físico e mental causado por esse processo.
3. E segundo Soethe Ramos et al 2022 é toda causa e efeito exógeno que fisiologicamente são gatilhos neuroimunoendócrinos de resposta cognitivo-dependente, que tiram o sistema de sua forma harmônica e alostaticamente fazem o corpo entrar em homeostase pela natureza da causa de seus danos, seja ela benigna ou deletéria, na forma aguda de caráter bioinformacional e na forma crônica imunopatogênica.[3]

## Terminologia
Os termos "estresse", "agaste" e "consumição" foram usados por Selye (1976) com um sentido neutro - nem positivo nem negativo. Ele os definiu como "reação não específica do corpo a qualquer tipo de exigência". A partir dessa definição, Selye diferencia dois tipos de estresse: o eustresse (eustress) ou agaste, que indica a situação em que o indivíduo possui meios (físicos, psíquicos...) de lidar com a situação, e o distresse (distress) ou esgotamento, que indica a situação em que a exigência é maior do que os meios para enfrentá-la. Apesar de ainda ser usado em inglês, o termo "distresse" caiu quase em desuso, sendo substituído pelo próprio termo estresse, que passou a ter o sentido (atual) negativo de desgaste físico e emocional.

## Estressores
Outro termo importante no estudo do estresse é o termo "estressor" ou "esgotador", que indica um evento ou acontecimento que exige, do indivíduo, uma reação adaptativa à nova situação. A essa reação, se dá o nome de coping (termo da língua inglesa que significa "lidar com"). Tais reações de coping ou adaptação podem ser funcionais ou disfuncionais, conforme cumpram ou não sua função na superação da situação na adaptação a ela.
Os estressores, dependendo do grau de sua nocividade e do tempo necessário para o processo de adaptação, dividem-se em:
1. acontecimentos biográficos críticos (em inglês, life events): são acontecimentos (a) localizáveis no tempo e no espaço, (b) que exigem uma reestruturação profunda da situação de vida e (c) provocam reações afetivo-emocionais de longa duração. Esses acontecimentos podem ser positivos e negativos e ter diferentes graus de normatividade, ou seja, de exigência social. Exemplos são casamento, nascimento de um filho, morte súbita de uma pessoa, acidente etc;
2. estressores traumáticos: são um tipo especial de acontecimentos biográficos críticos que possuem uma intensidade muito grande e que ultrapassam a capacidade adaptativa do indivíduo (ver trauma);
3. estressores cotidianos (em inglês, daily hassels): são acontecimentos desgastantes do dia a dia, que interferem no bem-estar do indivíduo, o qual vê essas experiências como ameaçadoras, dolorosas, frustrantes ou como perdas. São exemplos: problemas com peso ou aparência, problemas de saúde de parentes próximos que exigem cuidados, aborrecimentos com acontecimentos diários (cuidados com a casa, aumento de preços, preocupações financeiras etc.);
4. estressores crônicos (em inglês, chronic strain): são (a) situações ou condições que se estendem por um período relativamente longo e trazem, consigo, experiências repetidas e crônicas de estresse (exemplos: excesso de trabalho, desemprego etc.) e (b) situações pontuais (ou seja, com começo e fim definidos) que trazem, consigo, consequências duradouras (Exemplo: estresse causado por problemas decorrentes do divórcio).

Exemplos de estressores:
- desprezo amoroso;
- dor e mágoa;
- luz forte;
- níveis altos de som;
- eventos: nascimentos, morte, guerras, reuniões, casamentos, divórcios, mudanças, doenças crónicas, desemprego e amnésia;
- responsabilidades: dívidas não pagas e falta de dinheiro;
- trabalho/estudo: intimidação (bullying), provas, tráfego lento e prazos pequenos para projetos;
- relacionamento pessoal: conflito e decepção;
- estilo de vida: comidas não saudáveis, fumo, alcoolismo e insônia;
- exposição de estresse permanente na infância (abuso sexual infantil).

Alguns medicamentos podem desenvolver ou piorar os sintomas de estresse, como:
- Medicamentos inaladores usados para tratar asma;
- Medicamentos para tireoide;
- Algumas pílulas dietéticas;
- Alguns remédios para resfriado.
- Produtos com cafeína, cocaína, álcool e tabaco também podem provocar ou piorar os sintomas.

Quando os sintomas ocorrem com frequência, o indivíduo pode sofrer distúrbios de ansiedade. O tratamento para o estresse consiste em 3 abordagens: Administrar os estressores, aumentar a resistência aos estressores e mudar a forma de enfrentar o estressor.

## Teorias do estresse
As várias teorias do estresse, antes de serem teorias concorrentes, são teorias complementares, que se baseiam umas nas outras.

### Reação de emergência
Uma das primeiras teorias do estresse, apresentada pelo fisiologista Walter Bradford Cannon em 1914, ainda antes de a palavra ser utilizada com o sentido atual, foi a chamada "teoria da luta ou fuga" (fight-or-flight). Segundo essa teoria, em situações de emergência, o organismo se prepara para "o que der e vier", ou seja, para lutar ou fugir, segundo o caso. Esse tipo de reação foi observado em animais e em humanos. Estudos empíricos puderam observar um outro tipo de reação, chamado "busca de apoio" (tend-and-befriend), observado pela primeira vez em mulheres. Essa outra reação ao estresse caracteriza-se pela busca de apoio, proteção e amizade em grupos.

### Síndrome geral de adaptação
Essa teoria, chamada general adaption syndrome em inglês, é a teoria original de Seyle (1936), segundo a qual o organismo reage à percepção de um estressor com uma reação de adaptação (ou seja, o organismo se adapta à nova situação para enfrentá-la), que gera uma momentânea elevação da resistência do organismo. Depois de toda tensão, deve seguir um estado de relaxamento, pois apenas com descanso suficiente o organismo é capaz de manter o equilíbrio entre relaxamento e excitação necessário para a manutenção da saúde. Assim, se o organismo continuar sendo exposto a mais estressores, não poderá retornar ao estágio de relaxamento inicial, o que, a longo prazo, pode gerar problemas de saúde (exemplo: problemas circulatórios). Esse processo atravessa três fases:
- Reação de alarme: a glândula hipófise secreta maior quantidade do hormônio adrenocorticotrófico, que age sobre as glândulas suprarrenais. Estas passam a secretar mais hormônios glicocorticoides, como o cortisol. Este, por sua vez, inibe a síntese proteica e aumenta a quebra de proteínas nos músculos, ossos e nos tecidos linfáticos. Todo esse processo provoca um aumento do nível de aminoácidos no sangue, que servem ao fígado para a produção de glucose, aumentando, assim, o nível de açúcar no sangue - a excessiva produção de açúcar poder levar a um choque corporal. Outra consequência da inibição da síntese de proteínas é a inibição do sistema imunológico.
- Estágio de resistência: caracterizado pela secreção de somatotrofina e de corticoides. Gera, com o tempo, um aumento das reações infecciosas.
- Estágio de esgotamento: não cessando a fonte de estresse, as glândulas suprarrenais se deformam. Doenças de adaptação podem aparecer.

### O modelo de Henry
Este modelo diferencia as reações corporais de acordo com a situação estressora: fuga gera um aumento de adrenalina, luta de noradrenalina e testosterona, depressão (perda de controle, submissão) um aumento de cortisol e uma diminuição de testosterona.

### O modelo transacional de Lazarus
Esse modelo, também chamado de modelo cognitivo, sublinha a importância de processos mentais de juízo para o estresse: segundo ele, as reações de estresse resultam da relação entre exigência e meios disponíveis. Essa relação é, no entanto, mediada por processos cognitivos (juízos de valor e outros). Assim, não apenas fatores externos podem agir como estressores, mas também fatores internos, como valores, objetivos etc. O modelo prevê dois processos de julgamento:
1. Juízo primário (primary appraisal): modificações, que exigem uma adaptação do organismos para a manutenção do bem-estar, são julgadas quanto a três aspectos - se a situação é (a) irrelevante, (b) positiva ou (c) negativa para os objetivos do indivíduo. Se os acontecimentos são considerados irrelevantes ou positivos, não ocorre nenhuma reação de estresse; reações de adaptação são típicas de situações julgadas negativas, nocivas ou ameaçadoras.
2. Juízo secundário (secondary appraisal): Após a decisão sobre a necessidade de adaptação, ocorre um julgamento dos meios disponíveis (recursos para essa adaptação, para a solução do problema. Se a relação entre exigências e meios for equilibrada, então a situação é tomada por um desafio - o que corresponde ao conceito de eustresse (estresse positivo, ver acima "Definições"); se os estressores forem tomados por um dano ou perda, o indivíduo experimenta emoções de tristeza e de diminuição da autoestima ou de raiva; se os estressores forem considerados uma ameaça, a emoção é medo - ambos os casos correspondem ao distresse de Seyle.

### Teoria da manutenção de recursos de Hobfoll
A teoria do grupo de pesquisa de Hobfoll apresenta uma compreensão mais ampla e mais ligada ao contexto social do estresse. Ela parte do princípio de que o ser humano tem, por objetivo, manter os recursos pessoais (em inglês, resources) que já tem e buscar gerar novos. Estresse define-se aqui como uma reação ao meio ambiente em que ou (1) há uma ameaça de perda de meios, ou (2) há uma real perda de meios, ou ainda (3) o aumento de meios esperado fracassa depois de um investimento com o objetivo de aumentá-los.

## O modelo estresse-vulnerabilidade
De acordo com o modelo estresse-vulnerabilidade, o irromper de um transtorno mental ou de uma doença física está ligado, de um lado, à presença de uma predisposição genética ou adquirida no decorrer da vida (vulnerabilidade) e, de outro, à exposição a estressores. Quanto maior a predisposição, menor precisa ser o nível de estresse para que um distúrbio qualquer irrompa. A relação entre vulnerabilidade e estresse, no entanto, é mediada pela resiliência, ou seja, a capacidade do indivíduo de resistir ao estresse. Importante para este tema é o conceito de salutogênese.

## Estresse Emocional e o Sistema Imune
Foi evidenciado por Soethe Ramos, et al 2022 nesta revisao narrati reflexiva que o estresse emocional é multifacetado, muda de acordo a natureza do estímulo, pode ser benigno ou deletério e afeta as populações de TCDs, as quais passam a carregar “cicatrizes” que as deixam hiper-responsivas a atividades inflamatórias em stem cells, células B e NK. Moléculas como mTOR e PI3K, que expõem agentes virais APCs, levam à exiguidade do processo. Em situação contrária ao estresse, as citocinas pró-inflamatórias TNF-α tendem ao equilíbrio, melhorando o enfrentamento de noxas. O estresse pode agravar inúmeras condições em sistemas biológicos. Entretanto, o estresse “positivo” é responsável pelo aprendizado, tornando o processo alostático menos dispendioso. Já a condição cognitiva e a natureza estressora podem influenciar na melhor responsividade e no aprendizado. Verificamos que o estresse de natureza negativa que eleva os níveis de glicocorticoides é cognitivo-dependente, preditor do agravamento de patologias crônicas ou produz sequelas. Por fim, concluímos que o estresse é toda causa e efeito exógenos que fisiologicamente são gatilhos neuroimunoendócrinos de resposta cognitivo-dependente, os quais alostaticamente levam o sistema à homeostase pela natureza independentemente da causa de seus danos, seja ela benigna e/ou deletéria, na forma aguda de caráter bioinformacional e na forma crônica imunopatogênica.

## Reação ao estresse em homens e mulheres
Embora a reação mais descrita seja a de fuga-ou-luta, no ano 2000 surgiu uma nova visão sobre o fenômeno, distinguindo a forma de reagir dos homens e mulheres. Estas seriam menos propensas a lutar ou fugir, apresentando reação de cuidado com a prole, mediada por neurotransmissores diferentes dos que atuam nos homens.